# Henryk Rother-Sacewicz
Henryk Rother-Sacewicz (ur. 10 maja 1944) – duchowny ewangelikalny, zwierzchnik Kościoła Zborów Chrystusowych w RP, pierwszy przewodniczący Aliansu Ewangelicznego w Rzeczypospolitej Polskiej, działacz ekumeniczny.

## Życiorys
Wychował się w rodzinie zastępczej Kseni i Konstantego Sacewiczów. Do początku lat 90. XX wieku używał nazwiska „Sacewicz”, potem zaczął stosować dodatkowo nazwisko rodowe „Rother”. Odbył studia w Chrześcijańskiej Akademii Teologicznej w Warszawie, gdzie w 1972 uzyskał tytuł magistra teologii. 
W okresie studiów podjął pracę duszpasterską w zborze Zjednoczonego Kościoła Ewangelicznego (ZKE) w Dąbrowie Górniczej, którą wykonywał do 1995. 1 lipca 1973 otrzymał w ZKE ordynację na urząd prezbitera. W Kościele tym pełnił funkcję przewodniczącego Rady Ugrupowania Kościoła Chrystusowego. Po rozpadzie ZKE w 1987 został wybrany zwierzchnikiem Kościoła Zborów Chrystusowych. Funkcję tę pełnił do końca 2001.
Brał udział w pracach Komisji Konstytucyjnej Zgromadzenia Narodowego przygotowującej Konstytucję RP z 1997 r.
W latach 1996–2002 zasiadał w Komitecie Krajowym Towarzystwa Biblijnego w Polsce.
Uczestniczy w pracach nad Biblią Ekumeniczną. 
Był czołowym inicjatorem i pierwszym przewodniczący Rady Krajowej utworzonego w 1999 r. Aliansu Ewangelicznego w RP.
Jest pastorem zboru Kościoła Chrystusowego w Sosnowcu. W mieście tym był inicjatorem Sosnowieckich Dni Biblijnych.
Uważa, że metodystyczna i reformowana nauka jest raczej zgodna z Biblią, natomiast luterańska raczej nie.